# Kecamatan Pancungsoal
Kecamatan Pancungsoal är ett distrikt i Indonesien.   Det ligger i provinsen Sumatera Barat, i den västra delen av landet, 800 km nordväst om huvudstaden Jakarta.